# نافبليو
نافبليو: (باليونانية: Ναύπλιο)، (بالإنجليزية:Nafplio)، مدينة يونانية تقع في جنوب البلاد ضمن منطقة البيلوبونيز الإدارية، وهي مركز مقاطعة أرغوليذا ضمن هذه المنطقة الإدارية.

## الموقع، السكان والتسمية
تقع المدينة على رأس الخليج الأرغولي أحد تفرعات بحر إيجة، والمدينة القديمة مبنية على شبه جزيرة صغيرة تمتد قليلاً ضمن مياه الخليج.
تبعد نافبليو مسافة 53 كيلومتر عن كورنث، ومسافة 130 كيلومتر عن أثينا. يبلغ عدد سكانها حوالي 14 ألف نسمة، وعلى الرغم من حجمها الصغير فأن لها أهمية تاريخية خاصة إذ كانت عاصمة اليونان بين عامي (1829-1834) إبان ثورة استقلال اليونان.
أما اسم المدينة فيعود حسب الأسطورة الإغريقية إلى نافبليوس (Nauplios) الابن المحتمل لبوسايدون. كانت المدينة تدعى في اللغة اليونانية القديمة نافبليون (Nauplion) بزيادة حرف النون في النهاية كالعديد من الأسماء القديمة للمدن اليونانية الأخرى، أما الفينيسيون فقد سموها نابولي دي رومانيا (Napoli di Romania) للتمييز بينها وبين مدينة نابولي في إيطاليا.

## التاريخ
يعود تاريخ الاستيطان البشري في موقع المدينة إلى عصور موغلة في القدم فقد وجدت بقايا أثرية تعود للعصر الباليوليثي في أكرونافبليو (Acronafplio)، وأيضاً في كهف جنوب المدينة. في الفترة الميسينية أصبحت نافبليو محطة بحرية لمدينة أرغوس، فقد وجدت قبور ميسينية على منحدرات قلعة بالاميذي (Palamidi). 
تحالفت المدينة عام 625 ق.م. مع أسبرطة ضد أرغوس ولكن الأخيرة هزمت الإثنتين، وبعد ذلك أصبحت نافبليو ميناء أرغوس. في زمن باوسانياس كانت المدينة مهجورة إذ لم يشاهد فيها سوى جدران، معبد لبوسايدون، ونبع كاناثوس (Kanathos).
استعادت المدينة أهميتها في القرون الوسطى فقد ذكرت في السجلات الفينيسية للقرن الحادي عشر كمحطة تجارية بيزنطية. استولى عليها عام 1210 جيوفري فيلهاردوان والذي أعطاها لاحقاً لـأوثو دو لا روش دوق أثينا، بقيت المدينة تابعة لـدوقية أثينا حتى عام 1311 عندما سيطر عليها الكتالونيون، ثم اشتراها الفينيسيون عام 1388م.
حاصرها عثمانيون أربع مرات في أعوام (1470-1500-1538-1540) حيث نجحوا في الاستيلاء عليها بعد آخر حصار وجعلوها عاصمة المورة، ولكن فينيسيا عادت واستولت عليها بين عامي (1687-1715) وجعلوها عاصمة مملكة كورنث، ولكن الأتراك نجحوا في إعادة السيطرة عليها بعد ذلك، وقد زارها السلطان العثماني أحمد الثالث شخصياً.
عندما احتلها الأسطول الروسي عام 1770 بشكل مرحلي نقل العثمانيون عاصمة المورة إلى تريبولي. خلال حرب استقلال اليونان كانت نافبليو من أكثر المواقع تحصينا إذ استمر حصار القوات اليونانية لها عام كامل (1812-1822)، ولكنها سقطت أخيراً بيد ثيودوروس كولوكوترونيس قائد القوات اليونانية.
جعلها يوانيس كابوديسترياس عاصمة الدولة اليونانية الحديثة نظراً لحصونة موقعها عام 1829 م واستمر ذلك حتى عام 1834 عندما قرر أوتو الأول ملك اليونان نقل عاصمته لأثينا.

## المعالم الأساسية
- أكرونافبليو (Acronafplio) أو (نافبليو العليا): وهو الحصن القديم لنافبليو، وجدت فيه آثار من العصر النيوليثي، بالإضافة إلى البقايا الضخمة لـإتس قلعة (Üç Kale) والتي تعني (القلاع الثلاث) بالتركية والمقصود بها القلاع البيزنطية، الإفرنجية والفينيسية المتوالية. ما زالت بعض الجدران الأساسية القديمة (الكلاسيكية) واضحة، توجد ضمنه أيضاً برج توريونه (Castello del Torrione) والذي بني في الفترة الفينيسية، أجزاء الحصن الشمالية مهدمة وتتداخل مع المدينة.

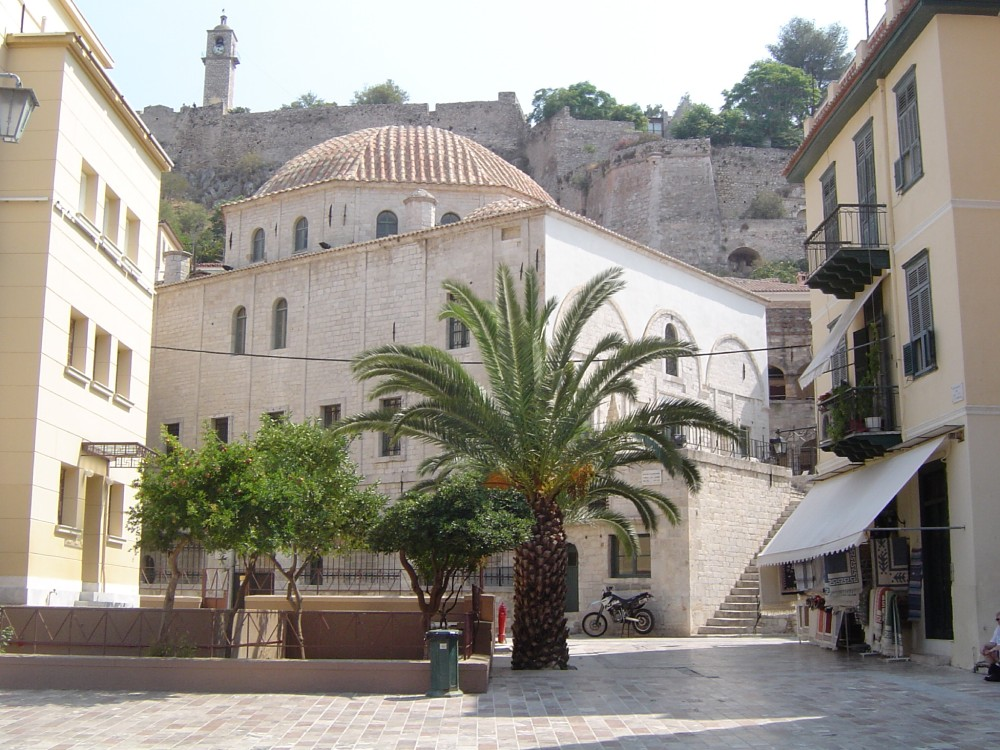
مبنى الفوليفتيكو

- قلعة بالاميذي (Palamidi): يقع على قمة جبل صخري شديد الانحدار (215) م. كاشفاً كل منطقة الأرغوليد، يتطلب الوصول إليها تسلق ممر مكون من ألف درجة. توجد ضمنها بعض القبور الميسينية، تعود هذه القلعة للفترة الفينيسية وتتألف من ثلاثة حصون متداخلة.
- جزيرة وقلعة بورتزي (Bourtzi): وهي عبارة عن جزيرة صغيرة تبعد حوالي 450 متر عن مدينة نافبليو في وسط الخليج. بنى فيها الفينيسيون عام 1471 قلعة كبيرة احتلت كل مساحة الجزيرة وذلك لحماية المدينة من جهة البحر.
- الحي الفينيسي والتركي: وهو مركز البلدة من أهم معالمه المسجد التركي المسمى فوليفتيكو (Vouleftiko) والذي استخدم كأول برلمان يوناني إثر استقلال اليونان من الحكم العثماني. كنيسة أغيوس (القديس) جيورجوس وهي كاتدرائية المدينة وتعود للقرن السابع عشر. المتحف الأركيولوجي وهو عبارة عن مبنى فينيسي يعود لبداية للقرن الثامن عشر كان يستخدم كمخزن للأسلحة، يضم هذا المتحف مجموعة أثرية قيمة تعود للفترة الميسينية والفترة الهيلاذية.
- حدائق المدينة، وهي ثلاث حدائق متتالية: كابوديستريو (Kapoditriou)، نيكيتاس (Nikitas)، وستيكوبولوس (Staikopoulos) أقيمت في القرن التاسع عشر عندما كانت نافبليو عاصمة لليونان، تحتوي على عدد من التماثيل والنصب التي تجسد رموز ثورة استقلال اليونان على العثمانيين.

هذا وتحتوي المدينة أيضاً على العديد من المنازل التي تعود للفترة الفينيسية والعثمانية، وعلى متحف للفلكلور البيلوبونيزي والذي يحتوي على أكثر من 25 ألف قطعة تمثل تراث شبه جزيرة المورة.

## متفرقات
- أهمية المدينة التاريخية هي أنها كانت أول عاصمة لدولة اليونان الحديثة بين عامي (1829-1834).
- يعتمد اقتصاد المدينة بشكل أساسي على السياحة.
- يوجد في نافبليو قسم المسرح التابع لجامعة البيلوبونيز.